# Phragmidium rubi-idaei
Phragmidium rubi-idaei (DC.) P. Karst. – gatunek grzybów z rodziny Phragmidiaceae. Grzyb mikroskopijny pasożytujący na malinie właściwej (Rubus idaeus). Wywołuje u niej chorobę o nazwie rdza maliny.

## Systematyka i nazewnictwo
Pozycja w klasyfikacji według Index Fungorum: Phragmidium, Phragmidiaceae, Pucciniales, Incertae sedis, Pucciniomycetes, Pucciniomycotina, Basidiomycota, Fungi.
Po raz pierwszy takson ten zdiagnozował w 1815 r. de Candolle nadając mu nazwę Puccinia rubi-idaei. Obecną, uznaną przez Index Fungorum nazwę nadał mu w 1878 r. P. Karsten.
Synonimy:

- Aecidium ribis-idaei (Pers.) Oudem.
- Aregma gracile Berk. 1836
- Caeoma gyrosum (Rebent.) Schltdl. 1824
- Lecythea gyrosa Lév. 1865
- Phragmidium gracile (Grev.) Cooke 1871
- Phragmidium gracile (Farl.) Arthur 1884
- Phragmidium imitans Arthur, 1912
- Phragmidium incrassatum var. gracile Farl. 1879
- Physonema gyrosa (Rebent.) Biv. 1847
- Puccinia gracilis Grev. 1824
- Puccinia rubi Schumach. 1803
- Puccinia rubi-idaei DC. 1815
- Uredo gyrosa Rebent. 1804
- Uredo rubi-idaei Pers. 1800

## Morfologia
Pyknidia tworzą się pod skórką na górnej powierzchni liścia malin. Zgrupowane są w skupiska o średnicy do 0,2 mm. Pojedyncze pyknidium ma średnicę 30–40 μm. Powstają w nim pykniospory o rozmiarach 3–4 × 2,5–3 μm. Wokół pyknidiów na  górnej powierzchni liści powstają także w formie otaczających je pierścieni o średnicy 1–2 mm żółtawe, lub żółtobrązowe ecja z jasnożółtymi parafizami. Powstają w nich ecjospory o średnicy 15–27 μm i kształcie od kulistego do elipsoidalnego. Na powierzchni pokryte są w odstępach 3–5 µm kolcami o wysokości 1–1,5 μm i grubości 1,5–2,5 μm u podstawy. Na dolnej stronie liści tworzą się rozproszone uredinia w postaci żółtawych grudek o średnicy 0,1–0,2 mm. W środku urediniów często znajduje się czerwona plamka. Urediniospory szeroko jajowate, o rozmiarach 17–23 × 15–19 μm, hialinowe, w odstępach 2–3,5 μm pokryte kolcami o wysokości 0,5–1 μm i grubości 1,25–1,5 μm. Posiadają ciemne pory rostkowe i maczugowate parafizy o rozmiarach 50–90 × 15–28 μm. Ściana o grubości do 2–3 μm na wierzchołku. Pomiędzy urediniami powstają podobne, ale czarne telia. Teliospory cylindryczne, wielokomórkowe i nie zwężone na przegrodach. Mają wierzchołek zaokrąglony, lub zakończony dzióbkiem o długości do 20 μm. Posiadają 6–9 komórek i rozmiary (bez dzióbka):
- teliospory 6–komórkowe: (74–) 79–90 (–94) × (28–) 30–31 (–32) μm,
- teliospory 7–komórkowe: (86–) 93–104 (–115) × (29–) 30–32 (–34) μm,
- teliospory 8–komórkowe: (98–) 104–115 (–125) × (28–) 29–31 (-32) μm,
- teliospory 9–komórkowe: 116–124 (–136) –30 (–31) μm[4].

Ściana teliospor ma barwę od orzechowej do ciemnokasztanowej, ścianę o grubości 3,5–5,5 μm i 3 pory rostkowe w każdej komórce. Teliospory sadzone są na trzonkach o długości 100–70 μm i szerokości 8–11 μm, w dolnej części zgrubiałych do średnicy 17–22 μm.
Na opadłych liściach malin grzybnia rozwija się saprotroficznie, tworząc płciowe bazydiospory, które wiosną przenoszone przez wiatr dokonują infekcji pierwotnej. Wnikają do młodych liści malin przez obydwie ich powierzchnie. Ecjospory i urediniospory wnikają do liścia tylko przez dolną powierzchnię.
Jest pasożytem jednodomowym i pełnocyklowym. Znaczy to, że może się rozwijać tylko na żywych organizmach, jego rozwój odbywa się na jednym tylko żywicielu, i w trakcie tego rozwoju wytwarza wszystkie właściwe dla rdzy 5 rodzajów zarodników.